# Biserica de lemn din Mădârjești

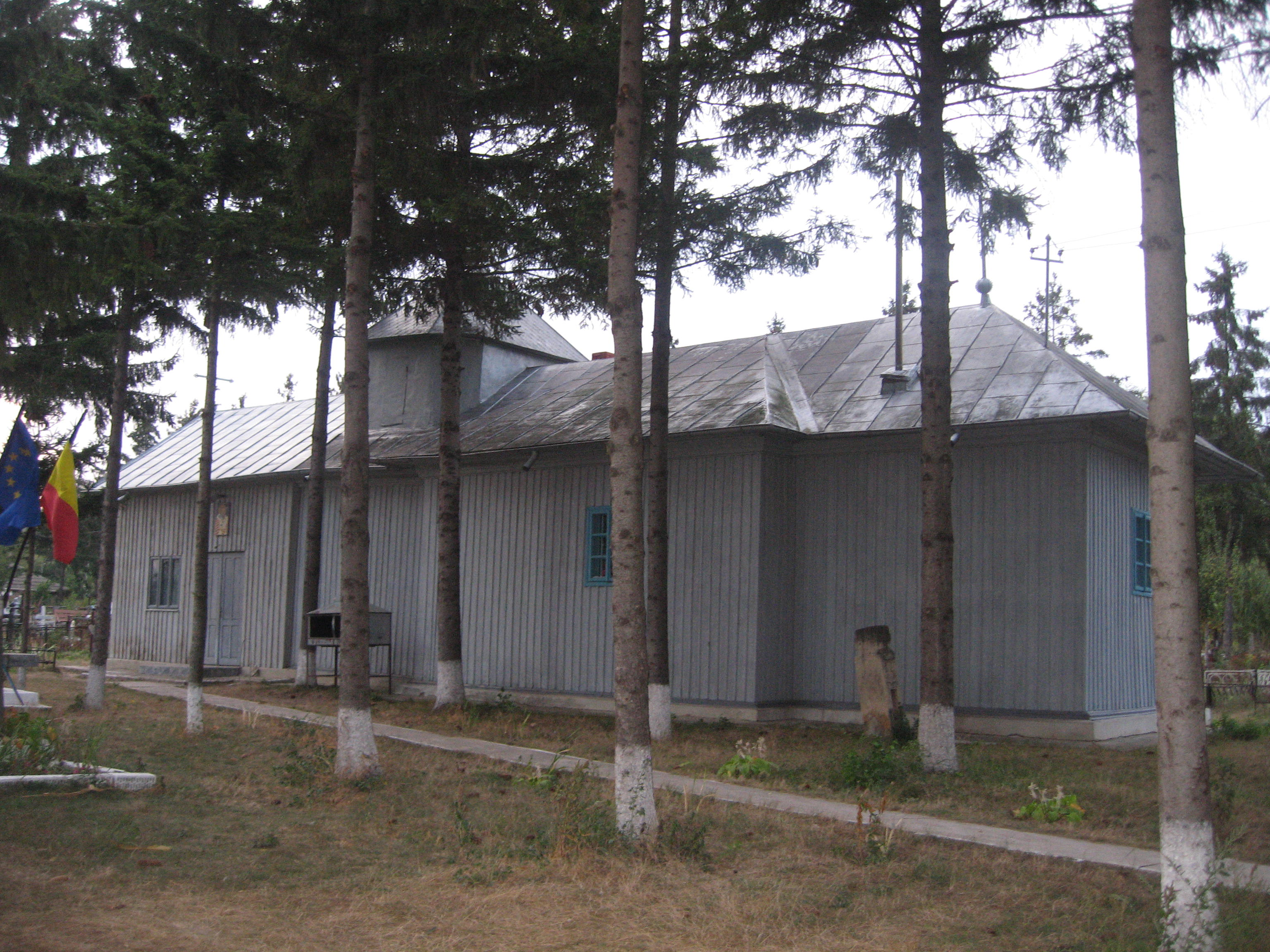
Biserica de lemn din Mădârjeşti.

Biserica de lemn cu hramul Sfântul Grigore Teologul din Mădârjești a fost construită în secolul al XIX-lea în satul Mădârjești din comuna Bălțați (aflată în județul Iași, la o distanță de 36 km de municipiul Iași). Ea se află localizată în cimitirul satului. 
Biserica de lemn din Mădârjești a fost inclusă pe Lista monumentelor istorice din județul Iași din anul 2015, având codul de clasificare cod LMI IS-II-m-B-04198. 

## Istoric
Biserica de lemn din Mădârjești a fost construită în secolul al XIX-lea (înainte de anul 1813) de către Grigore Drama. 
Lângă peretele altarului, în partea de sud-est, se află o piatră veche de mormânt din gresie cu o inscripție ștearsă în limba română cu caractere chirilice: "1822 supt această piatră odihnește roaba lui D(u)mnezeu Stamina Pre(utesă?) D(u)mnezeu să (ierte?) ...".
În decursul timpului, biserica a fost reparată de mai multe ori. 
Biserica dispune de icoane valoroase (Mântuitorul, Maica Domnului cu pruncul) care datează din secolul al XIX-lea. 

## Arhitectura bisericii
Biserica de lemn din Mădârjești este construită în totalitate din cununi orizontale de bârne masive de stejar, fiind așezată pe o temelie din piatră. În secolul al XX-lea, pereții de lemn au fost placați cu scândură de culoare albastră.
Construcția este în formă de navă, cu altar poligonal. În interior, ea este compartimentată în 4 încăperi: pridvor, pronaos, naos și altar. 
Inițial acoperită cu șindrilă, biserica are astăzi învelitoare din tablă. Acoperișul este în patru ape. 

## Imagini

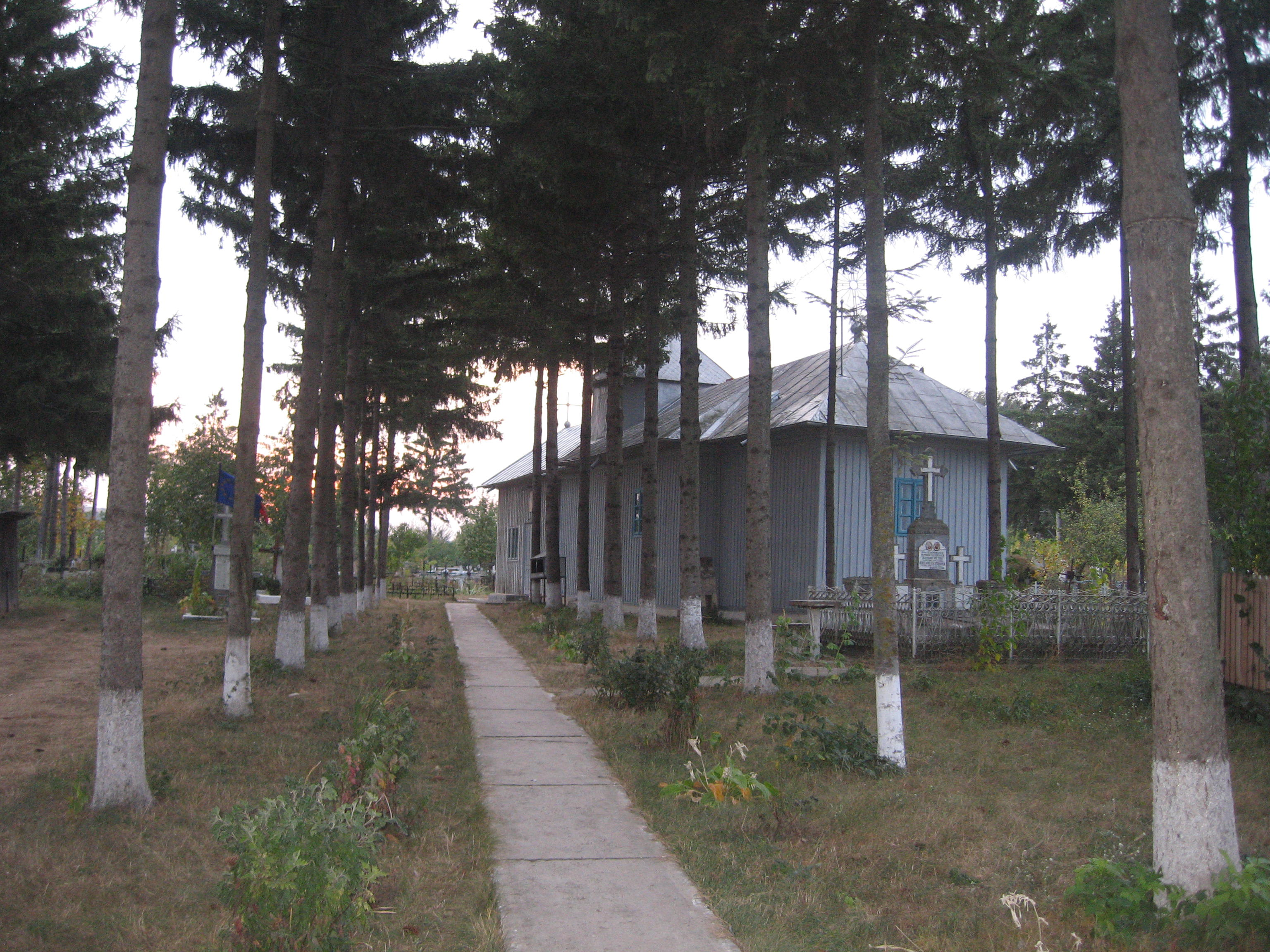
Biserica văzută dinspre intrarea în cimitir (latura de sud-est)
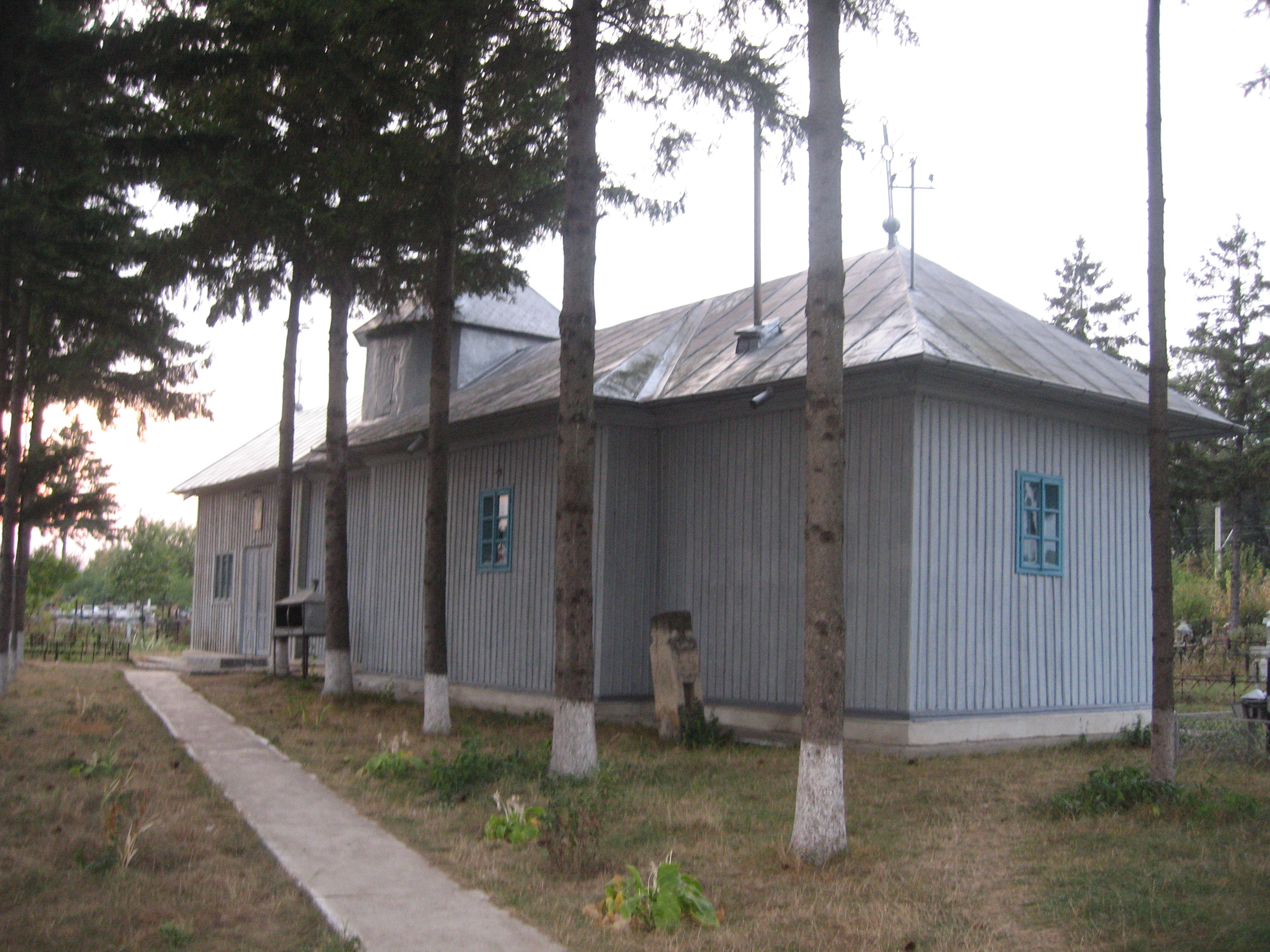
Biserica văzută dinspre intrarea în cimitir (latura de sud-est)
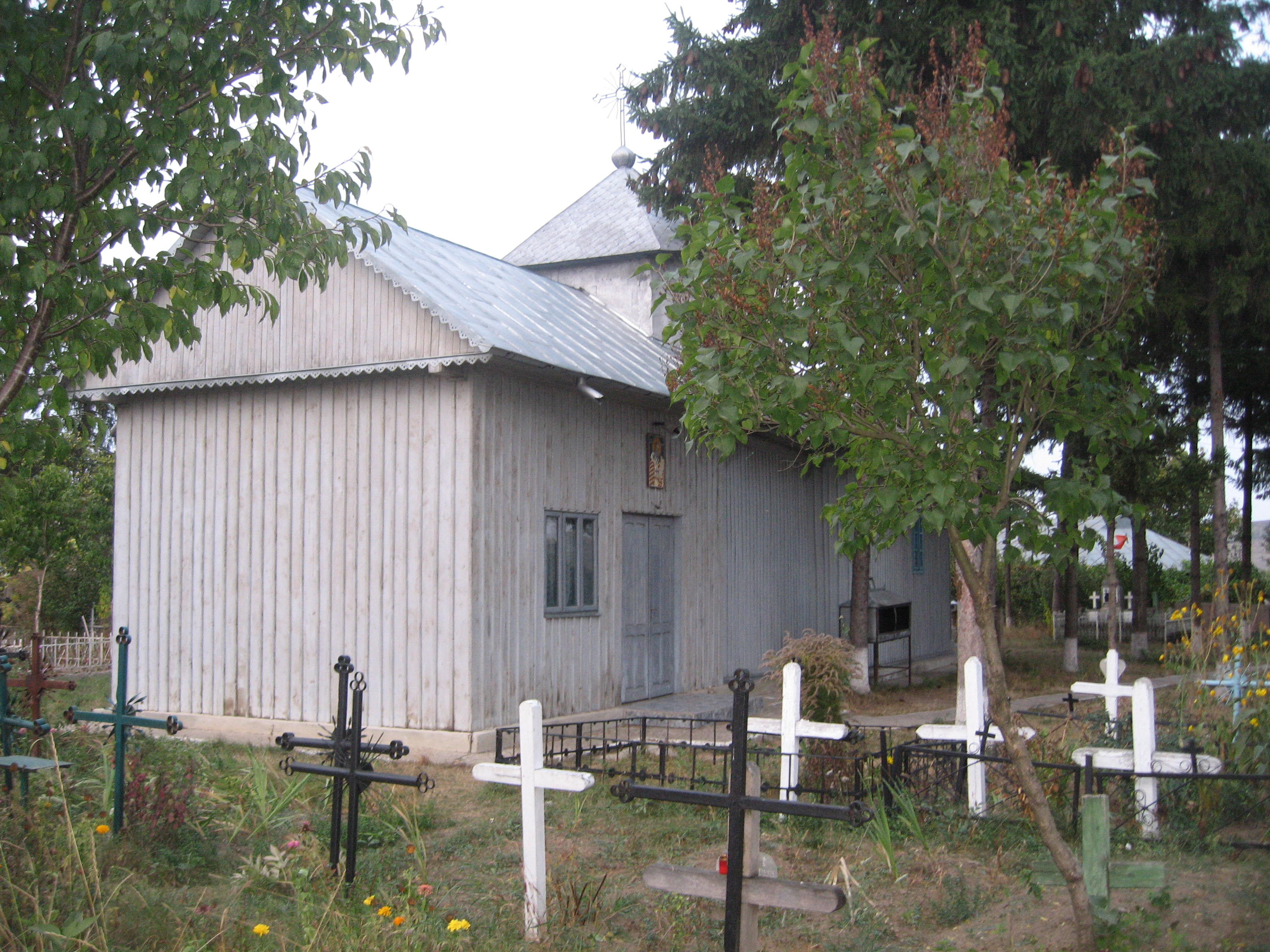
Biserica de lemn văzută de pe latura de sud-vest
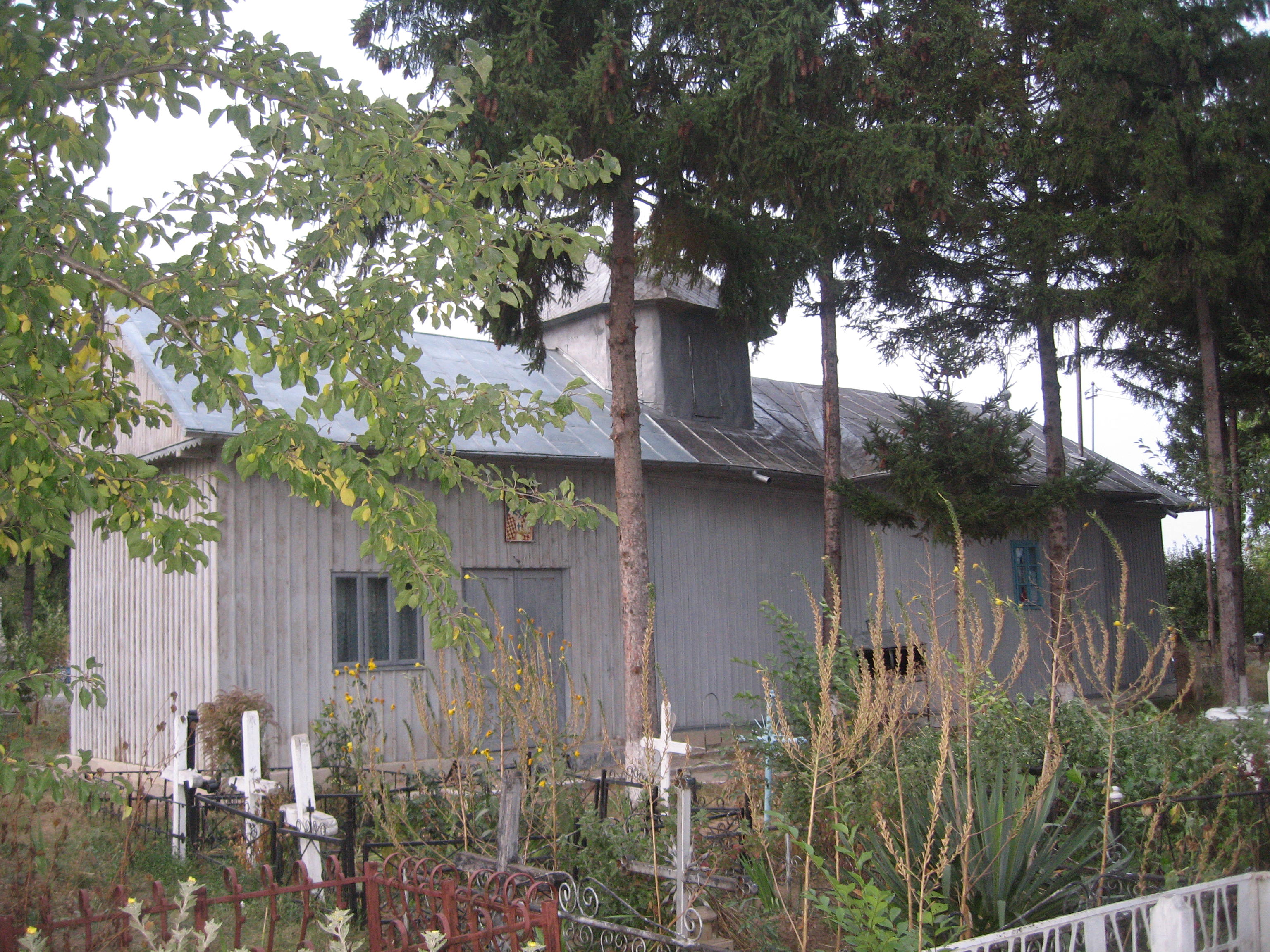
Biserica de lemn văzută de pe latura de sud-vest
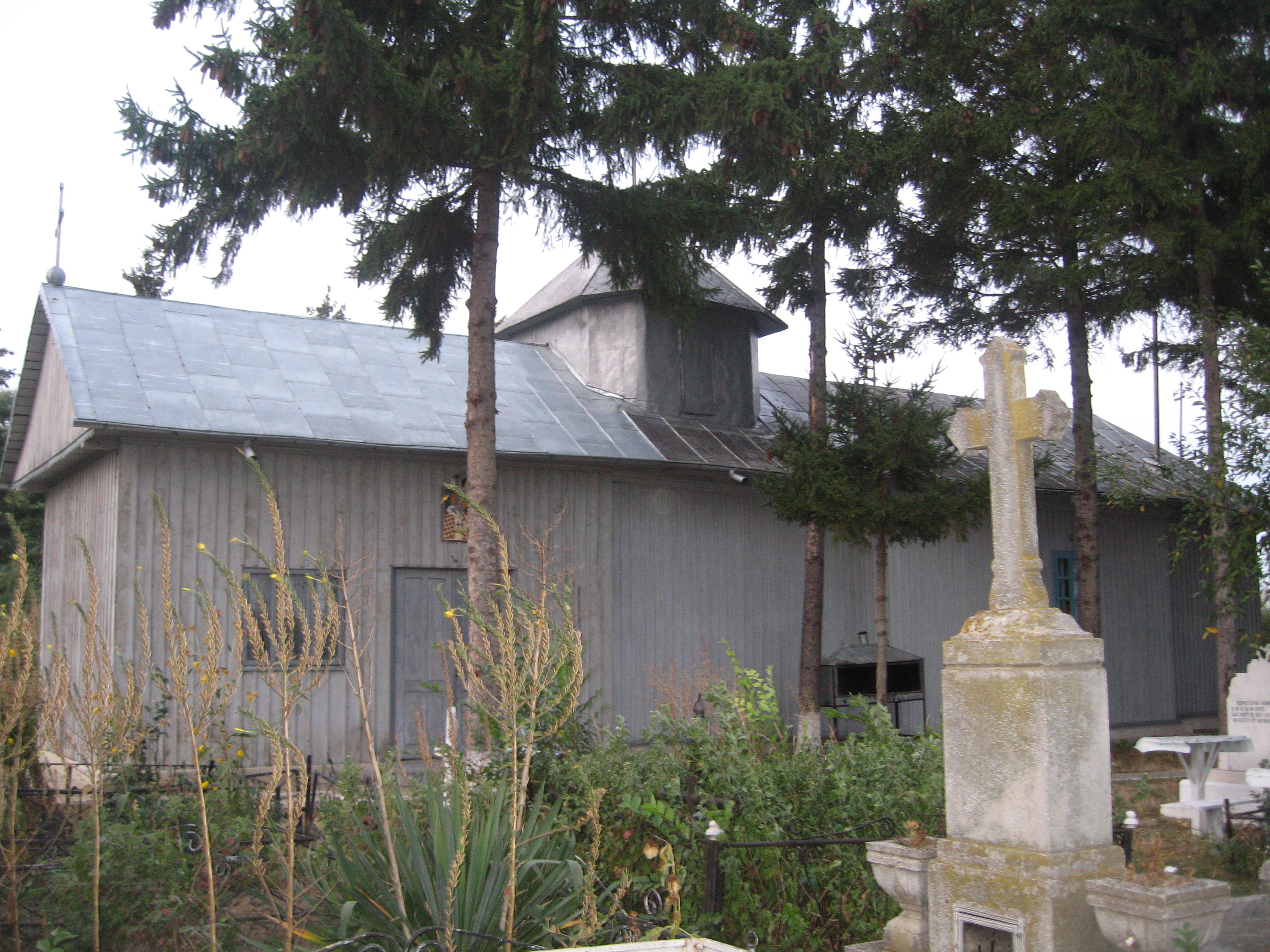
Biserica de lemn văzută de pe latura sudică
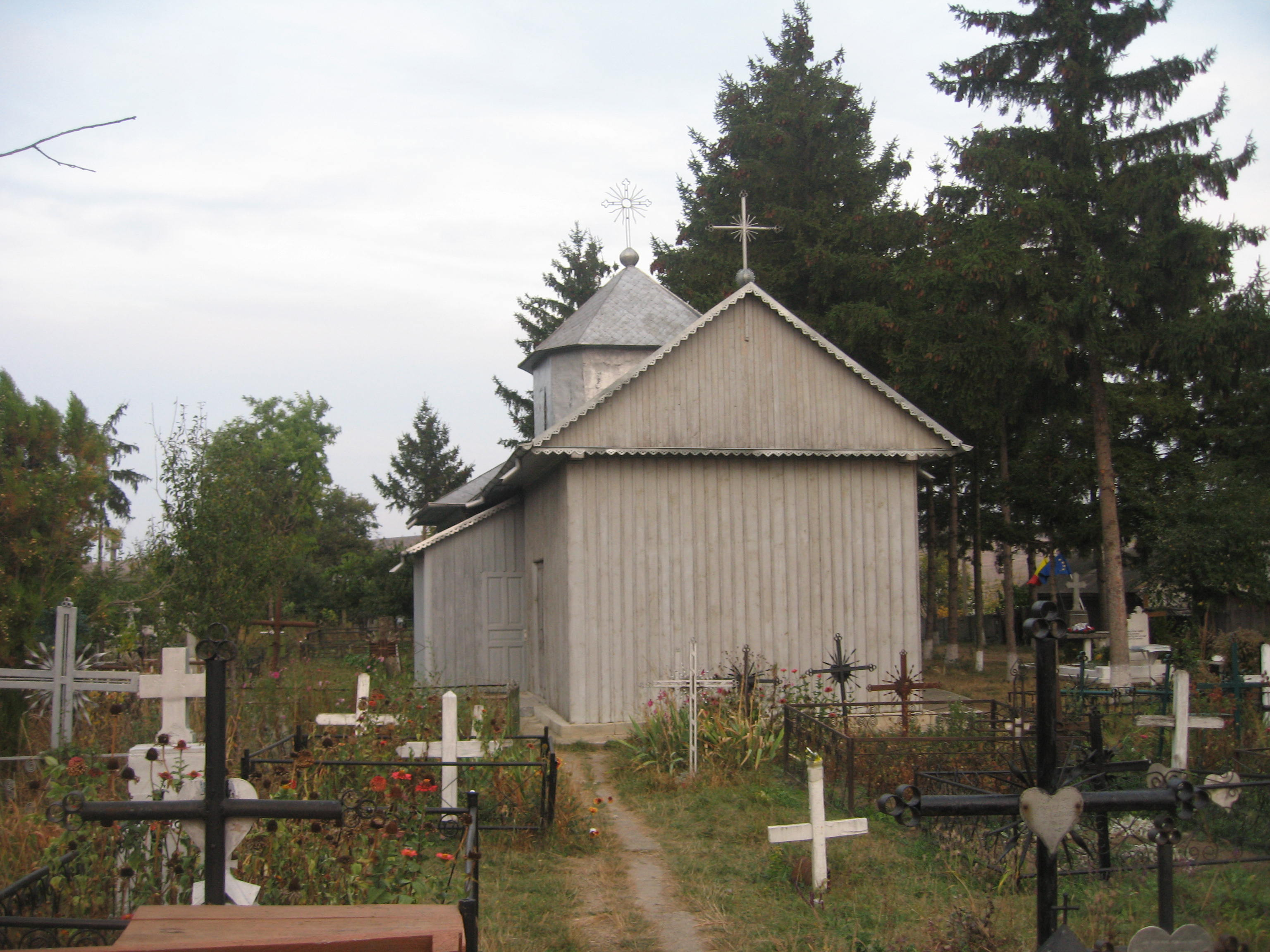
Biserica de lemn văzută de pe latura de vest
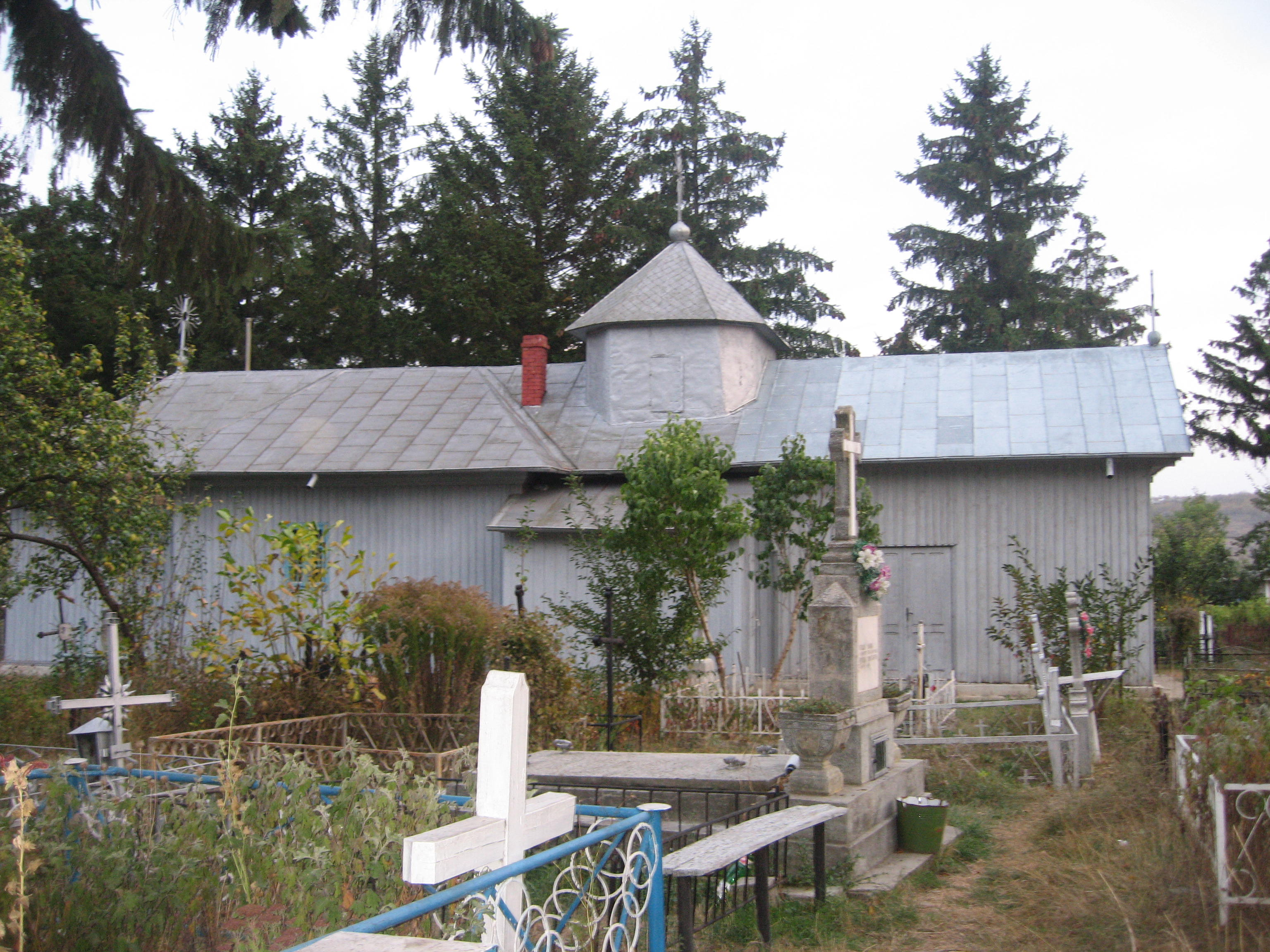
Biserica de lemn văzută de pe latura nordică
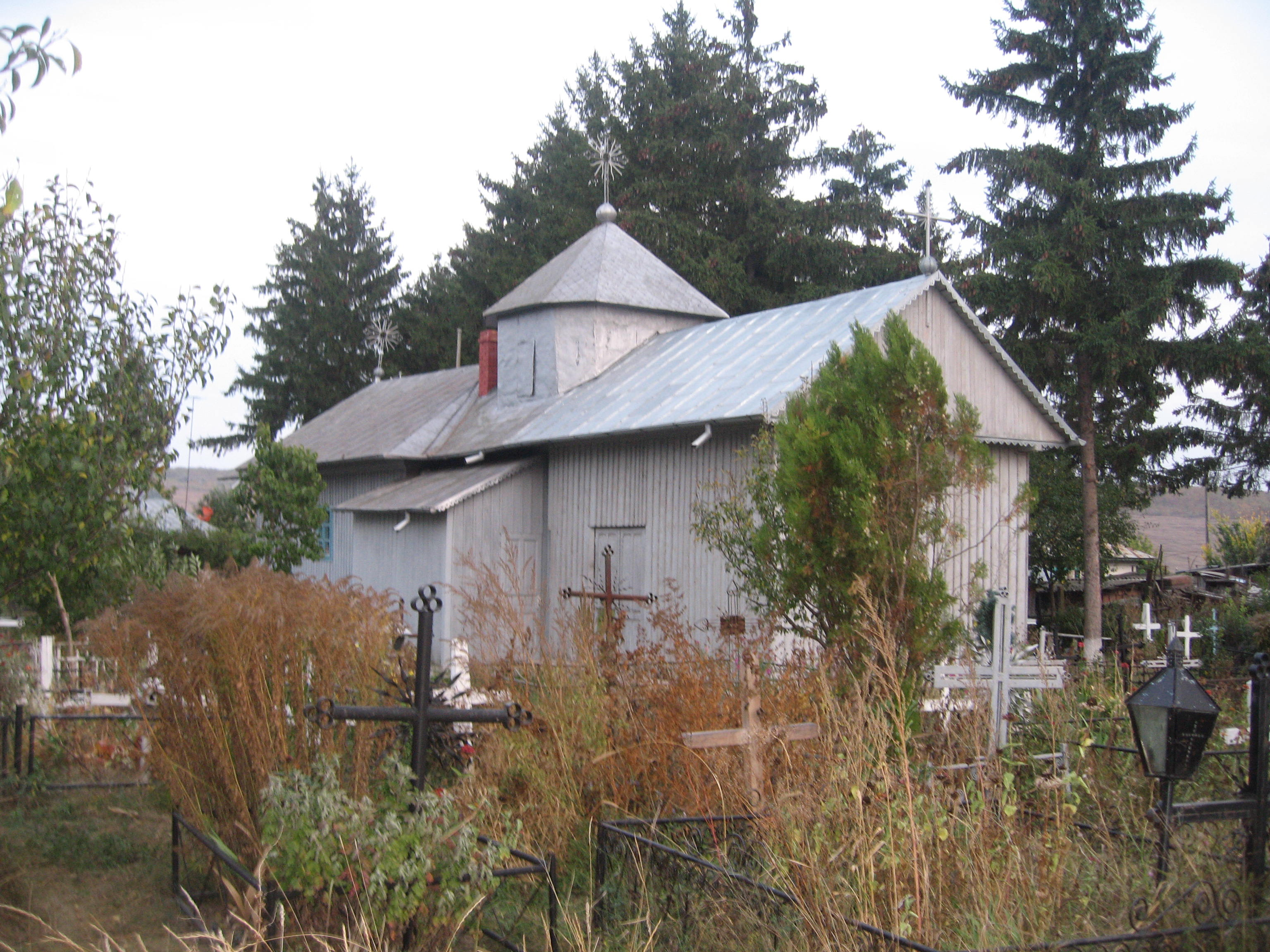
Biserica de lemn văzută de pe latura de nord-vest
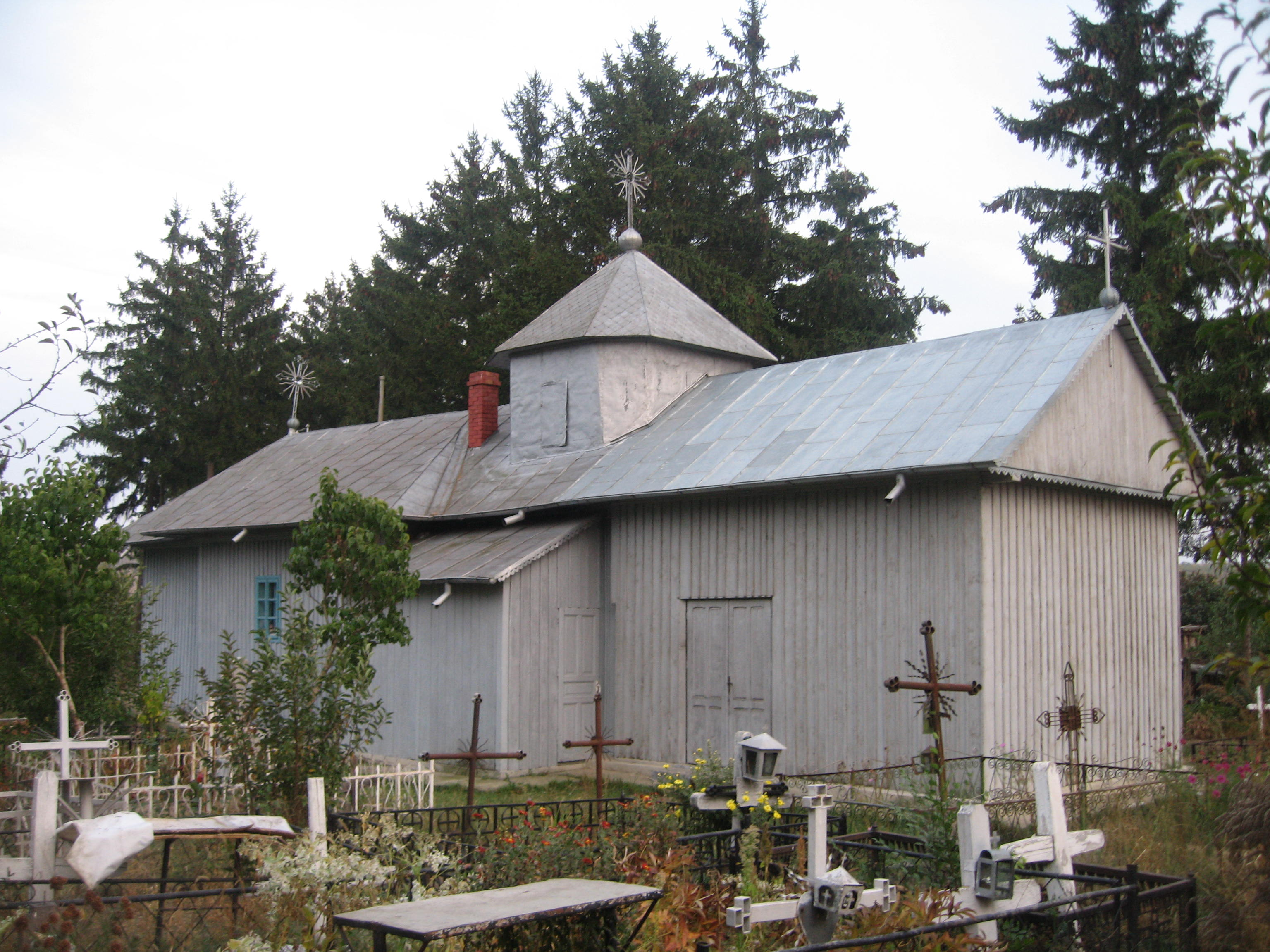
Biserica de lemn văzută de pe latura de nord-vest
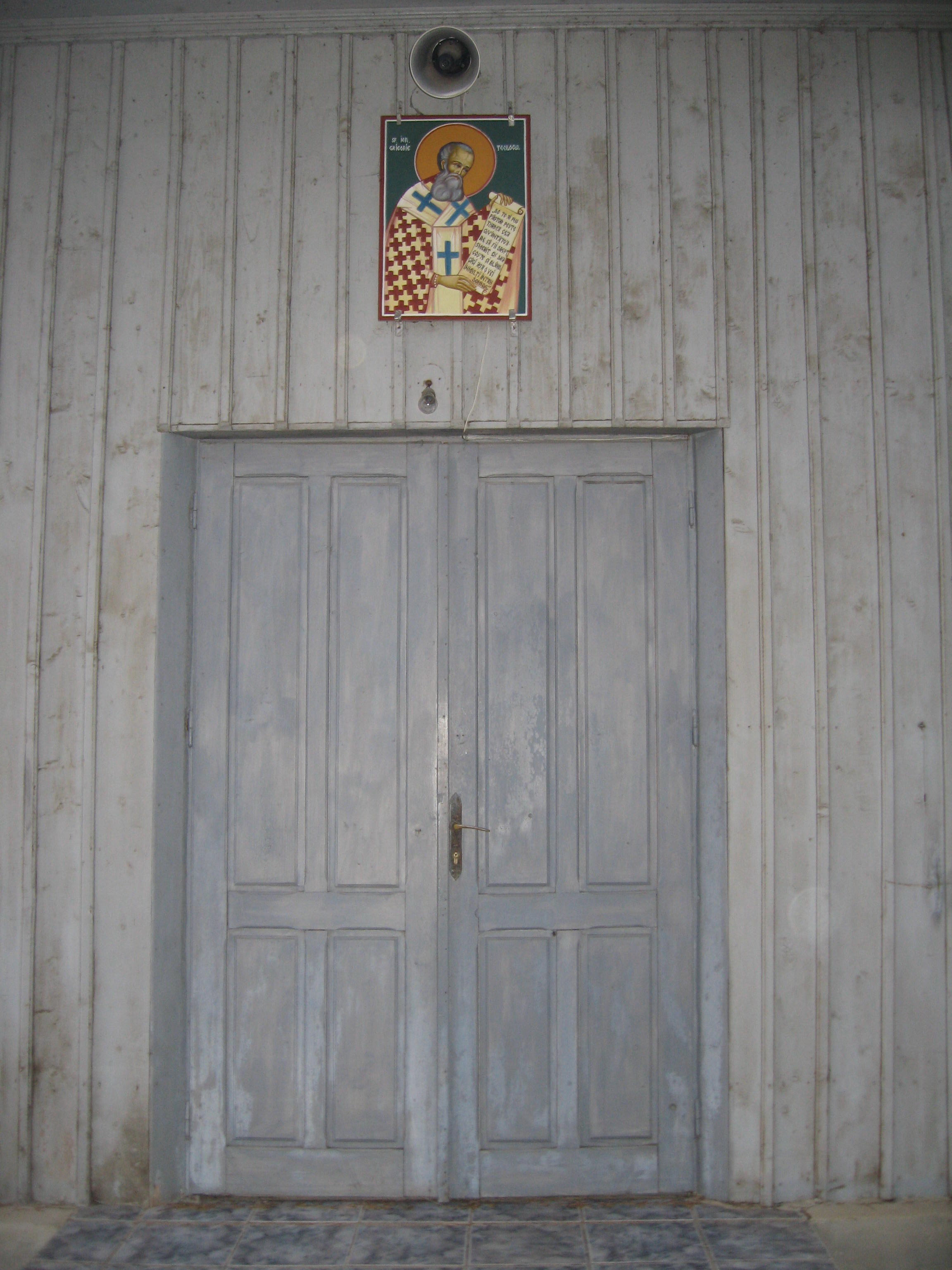
Intrarea în biserică
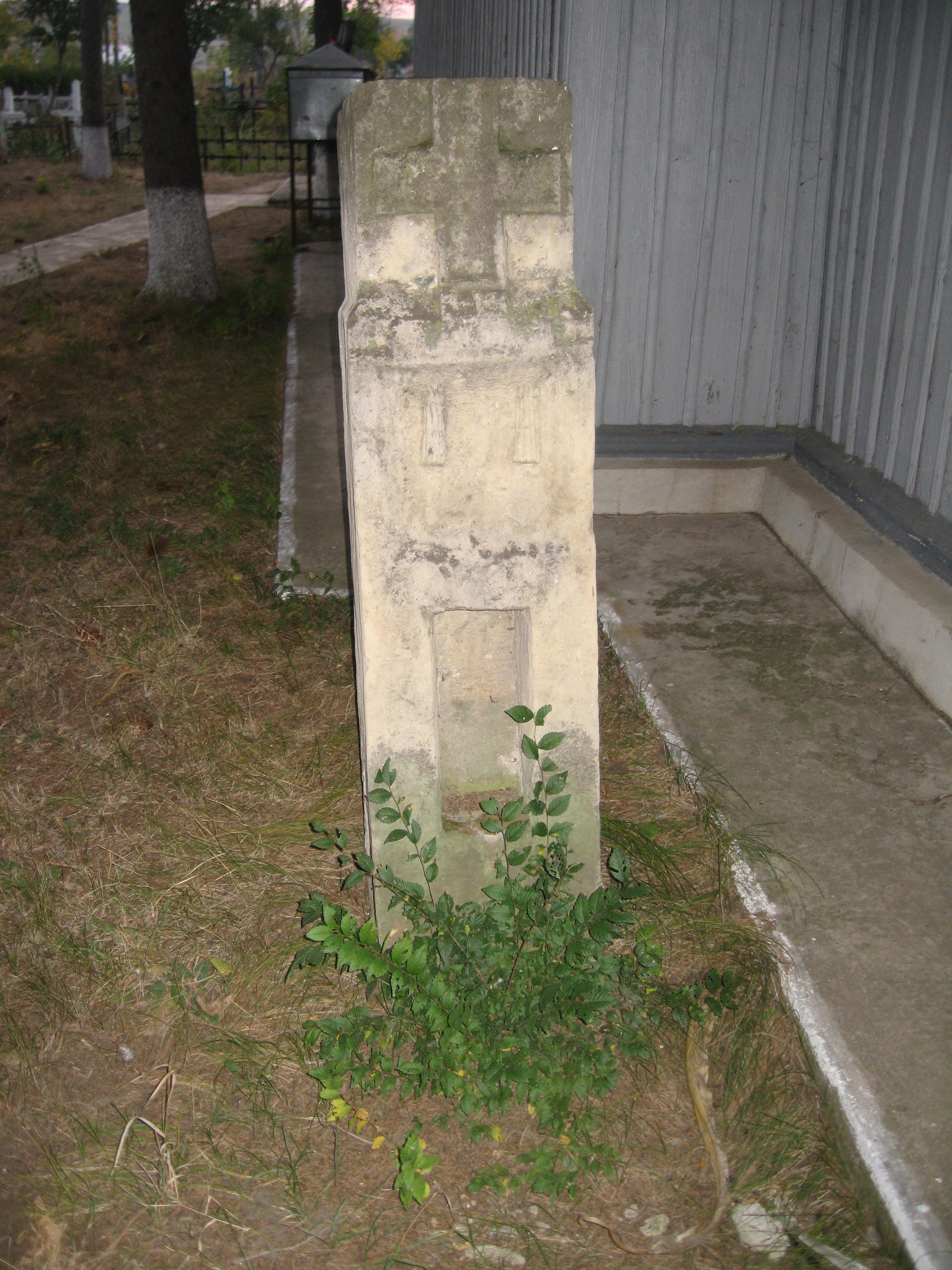
Piatră de mormânt veche lângă zidul altarului (1822)
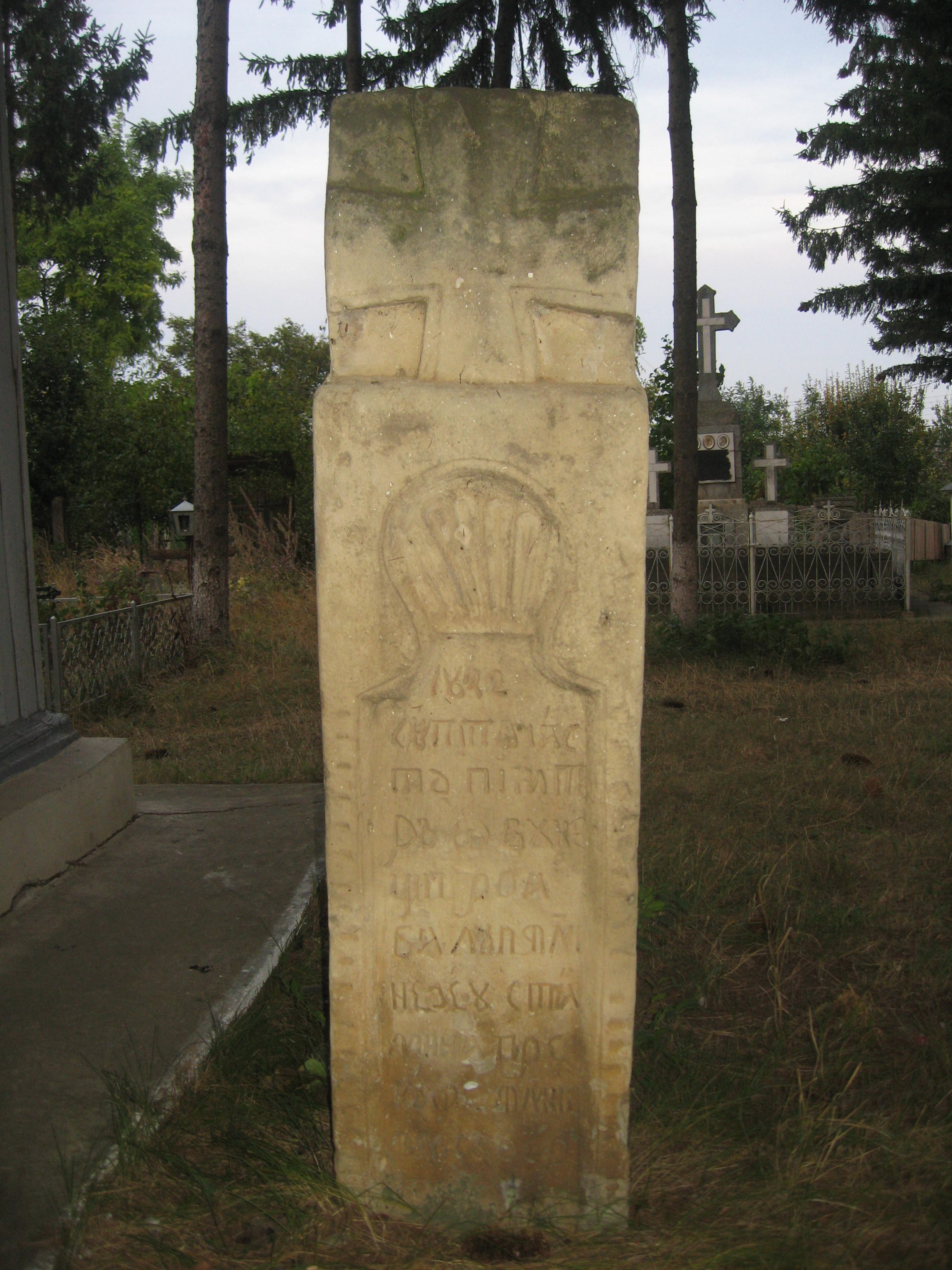
Piatră de mormânt veche lângă zidul altarului - inscripţie